# Уряд Алжиру
Уряд Алжиру — вищий орган виконавчої влади Алжиру.

## Голова уряду
- Прем'єр-міністр — Абдельмалек Селлал (англ. Abdelmalek Sellal).

## Кабінет міністрів
Склад чинного уряду подано станом на 6 серпня 2015 року.
| Логотип | Міністерство                                                      | Міністр                                       | Фото | Час на посаді | Час на посаді | Партія | Партія | Вебсайт |
| ------- | ----------------------------------------------------------------- | --------------------------------------------- | ---- | ------------- | ------------- | ------ | ------ | ------- |
|         | Міністерство у справах ветеранів                                  | Тайєб Зітуні (Tayeb Zitouni)                  |      |               |               |        |        |         |
|         | Міністерство внутрішніх справ і місцевого самоврядування          | Нуредін Бедуї (Nouredine Bedoui)              |      |               |               |        |        |         |
|         | Міністерство водних ресурсів і екології                           | Абделуахаб Нурі (Abdelouahab Nouri)           |      |               |               |        |        |         |
|         | Міністерство енергетики                                           | Салах Хебрі (Salah Khebri)                    |      |               |               |        |        |         |
|         | Міністерство житла, міського планування і міст                    | Абдельмаджид Теббуні (Abdelmadjid Tebboune)   |      |               |               |        |        |         |
|         | Міністерство житлово-комунального господарства                    | Абделькадір Уалі (Abdelkader Ouali)           |      |               |               |        |        |         |
|         | Міністерство зв'язку                                              | Гамід Грін (Hamid Grin)                       |      |               |               |        |        |         |
|         | Міністерство зв'язків із парламентом                              | Тахар Хауа (Tahar Khaoua)                     |      |               |               |        |        |         |
|         | Міністерство земельних ресурсів, туризму і ремесел                | Амар Гхул (Amar Ghoul)                        |      |               |               |        |        |         |
|         | Міністерство закордонних справ і міжнародної кооперації           | Рамані Ламамра (Ramtane Lamamra)              |      |               |               |        |        |         |
|         | Міністерство культури                                             | Аззедін Міхубі (Azzedine Mihoubi)             |      |               |               |        |        |         |
|         | Міністерство молоді та спорту                                     | Ель-Гаді Улуд Алі (El Hadi Ould Ali)          |      |               |               |        |        |         |
|         | Міністерство національного планування і екології                  | Даліла Буджемаа (Dalila Boudjemaa)            |      |               |               |        |        |         |
|         | Міністерство національної солідарності, сім'ї та у справах жінок  | Муніа Меслем (Mounia Meslem)                  |      |               |               |        |        |         |
|         | Міністерство оборони                                              | Абдельазіз Бутефліка (Abdelaziz Bouteflika)   |      |               |               |        |        |         |
|         | Міністерство освіти                                               | Нуріа Бенгхербіт (Nouria Benghebrit)          |      |               |               |        |        |         |
|         | Міністерство вищої освіти і науки                                 | Тахар Хаджар (Tahar Hadjar)                   |      |               |               |        |        |         |
|         | Міністерство охорони здоров'я, народонаселення і медичної реформи | Абдельмалік Будіаф (Abdelmalek Boudiaf)       |      |               |               |        |        |         |
|         | Міністерство пошти, інформаційних технологій і комунікації        | Іман Худа Фераун (Iman Houda Feraoun)         |      |               |               |        |        |         |
|         | Міністерство праці, зайнятості і соціальної безпеки               | Мохамед Газі (Mohamed Ghazi)                  |      |               |               |        |        |         |
|         | Міністерство промисловості та копалень                            | Абдесалам Бушуареб (Abdesalam Bouchouareb)    |      |               |               |        |        |         |
|         | Міністерство професійного навчання                                | Нуредін Бедуї (Nouredine Bedoui)              |      |               |               |        |        |         |
|         | Міністерство професійної освіти                                   | Мохамед Мебаркі (Mohamed Mebarki)             |      |               |               |        |        |         |
|         | Міністерство спорту                                               | Мохамед Тахмі (Mohamed Tahmi)                 |      |               |               |        |        |         |
|         | Міністерство сільського і рибного господарств                     | Сід Ахмед Феррухі (Sid-Ahmed Ferroukhi)       |      |               |               |        |        |         |
|         | Міністерство торгівлі                                             | Бахті Белайб (Bakhti Belaib)                  |      |               |               |        |        |         |
|         | Міністерство транспорту                                           | Буджема Талай (Boudjema Talai)                |      |               |               |        |        |         |
|         | Міністерство у справах Магрибу, Африки і Ліги арабських держав    | Абделькадір Мессахель (Abdelkader Messahel)   |      |               |               |        |        |         |
|         | Міністерство у справах релігії та пожертв                         | Мохамед Аїсса (Mohamed Aissa)                 |      |               |               |        |        |         |
|         | Міністерство фінансів                                             | Абдеррахман Бенхелфа (Abderrahmane Benkhelfa) |      |               |               |        |        |         |
|         | Міністерство юстиції                                              | Тайєб Лух (Tayeb Louh)                        |      |               |               |        |        |         |